# Casa de Hohenlohe-Langemburgo

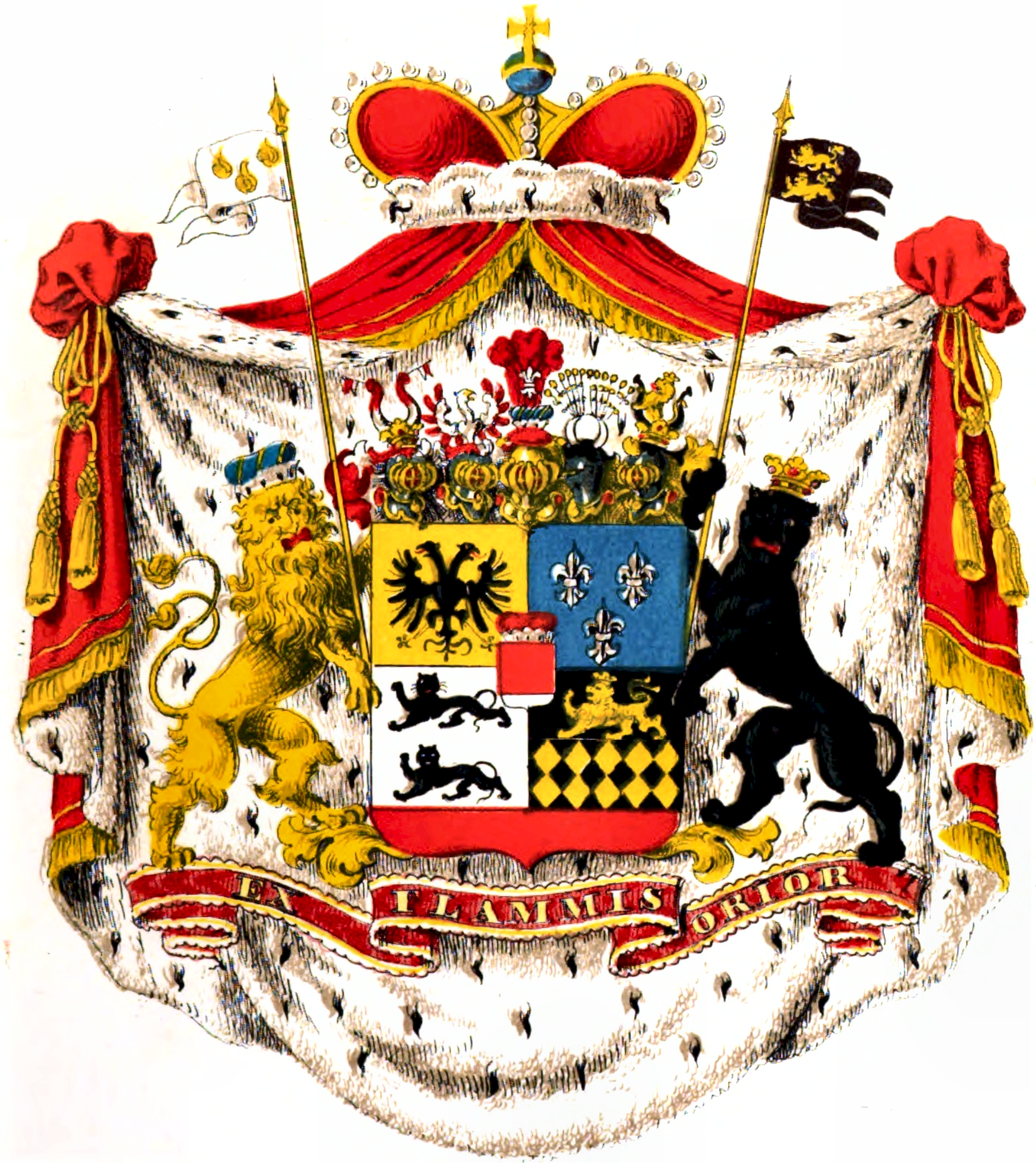
Brasão de armas dos Príncipes de Hohenlohe-Langemburgo

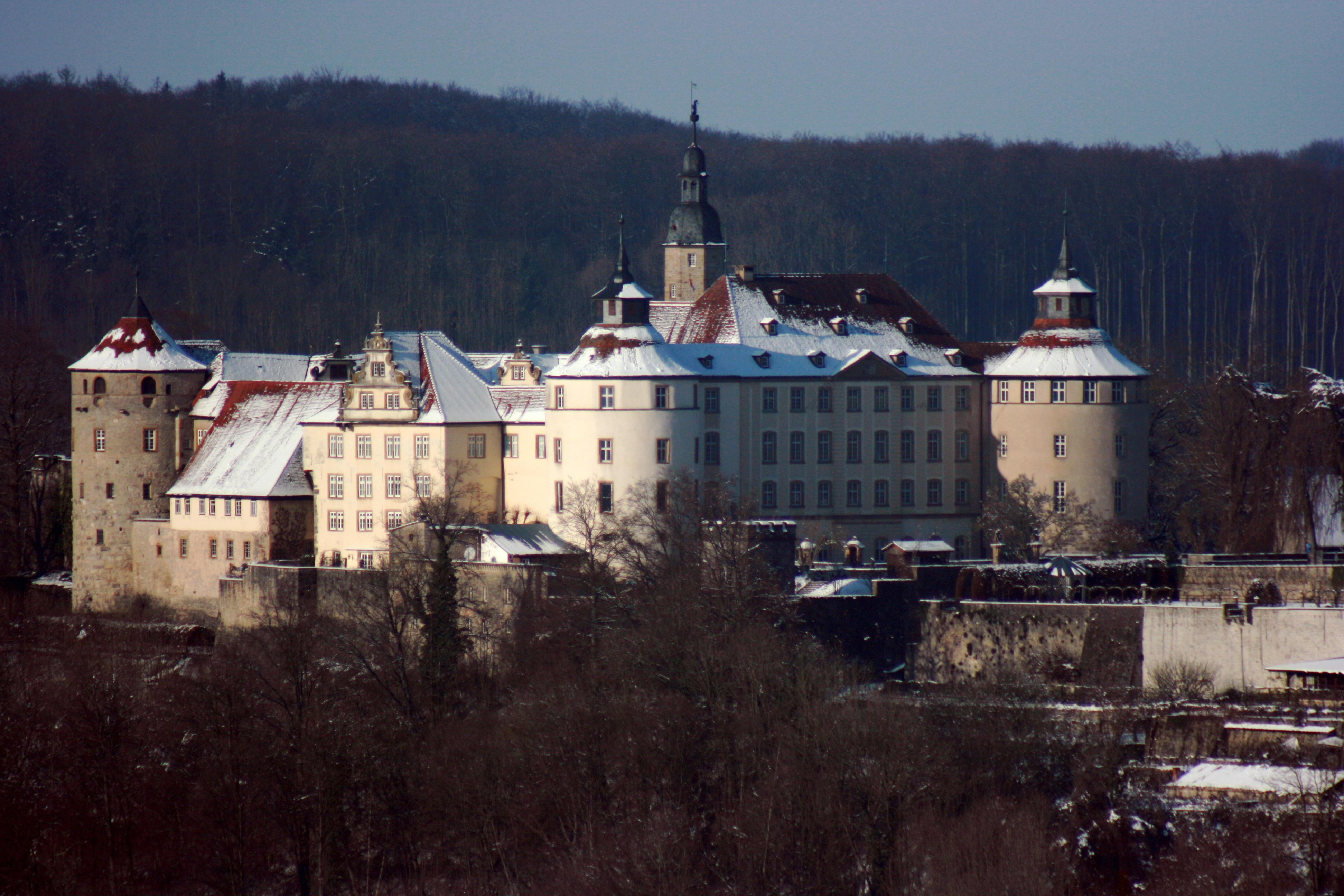
Castelo de Langemburgo

A Casa de Hohenlohe-Langemburgo é uma família nobre protestante intimamente relacionada com as principais dinastias protestantes da Europa. A mãe da Rainha Adelaide, esposa do rei Guilherme IV do Reino Unido, provinha da casa de Hohenlohe-Langemburgo. Em 1828, o príncipe Ernesto Cristiano, casou-se com Teodora de Leiningen, meia-irmã da rainha Vitória do Reino Unido. Em 1896, o neto de Teodora, o príncipe Ernesto Guilherme, casou-se com a princesa Alexandra de Edimburgo, neta da rainha Vitória. A casa de Hohenlohe-Langemburgo é aparentada com casas reais do Reino Unido, Alemanha, Russa, entre outras.

## Condes de Hohenlohe-Langemburgo (1610-1764)
- Filipe Ernesto (1584-1628), criado Conde de Hohenlohe-Langemburgo em 1610, era filho de Wolfgang de Hohenlohe-Weikersheim;
- Luís Kraft (1628-1632);
- Joaquim Alberto (1632-1650), também conde de Hohenlohe-Kirchberg;
- Henrique Frederico (1650-1699);
- Cristiano Kraft (1699-1701), também conde de Hohenlohe-Ingelfingen;
- Frederico Eberardo (1699-1701), também conde de Hohenlohe-Kirchberg;
- Alberto Wolfgang (1701-1715)

## Príncipes de Hohenlohe-Langemburgo (1764-presente)
- Luís (1764-1765);
- Cristiano Alberto Luís (1765-1789);
- Carlos Luís (1789-1825);
- Ernesto Cristiano Carlos (1825-1860);
- Carlos Luís II (1860);
- Hermano Ernesto Francisco Bernardo (1860-1913);
- Ernesto Guilherme Frederico Carlos Maximiliano (1913-1950);
- Godofredo Hermano Alfredo Paulo Maximiliano Vítor (1950-1960);
- Kraft Alexandre Ernesto Luís Jorge Emich (1960-2004);
- Filipe Godofredo Alexandre (2004-presente)
  - Max Leopoldo Ernesto Kraft Pedro (nascido em 2005)[2]